# Ophraea obtusicollis
Ophraea obtusicollis es una especie de insecto coleóptero de la familia Chrysomelidae.
Fue descrita científicamente en 1950 por Bechyne.